# Apotomouridae
Apotomouridae – wymarła rodzina chrząszczy z podrzędu wielożernych, infrarzędu Cucujiformia i nadrodziny czarnuchów. Żyły w kredzie. Przypuszczalnie były melitofagami.

## Taksonomia
Takson ten został wprowadzony w 2018 roku przez Tong Bao i Bo Wang z Instytutu Geologii i Paleontologii w Nankinie, Katarzynę S. Walczyńską z Instytutu Oceanografii w Gdyni oraz Samanthę Moody i Jesa Rusta ze Steinmann-Institut für Geologie, Mineralogie und Paläontologie przy Uniwersytecie w Bonn. Obejmuje on dwa monotypowe rodzaje:
- Apotomoura Bao et al., 2018
- Multispinus Bao et al., 2018

Oba rodzaje opisano w tej samej pracy na podstawie inkluzji organicznych w bursztynie birmańskim, odnalezionym w dolinie Hukawng w stanie Kaczin. Pochodzą one sprzed 99 milionów lat, z cenomanu w kredzie.
Autorzy opisu rodziny proponowali umieszczenie w niej również jurajskiego rodzaju Wuhua, w pozycji bazalnej. W 2019 roku Wuhua umieszczony został jednak przez Tong Bao i współpracowników w podrodzinie Praemordellinae w obrębie schylikowatych.

## Morfologia

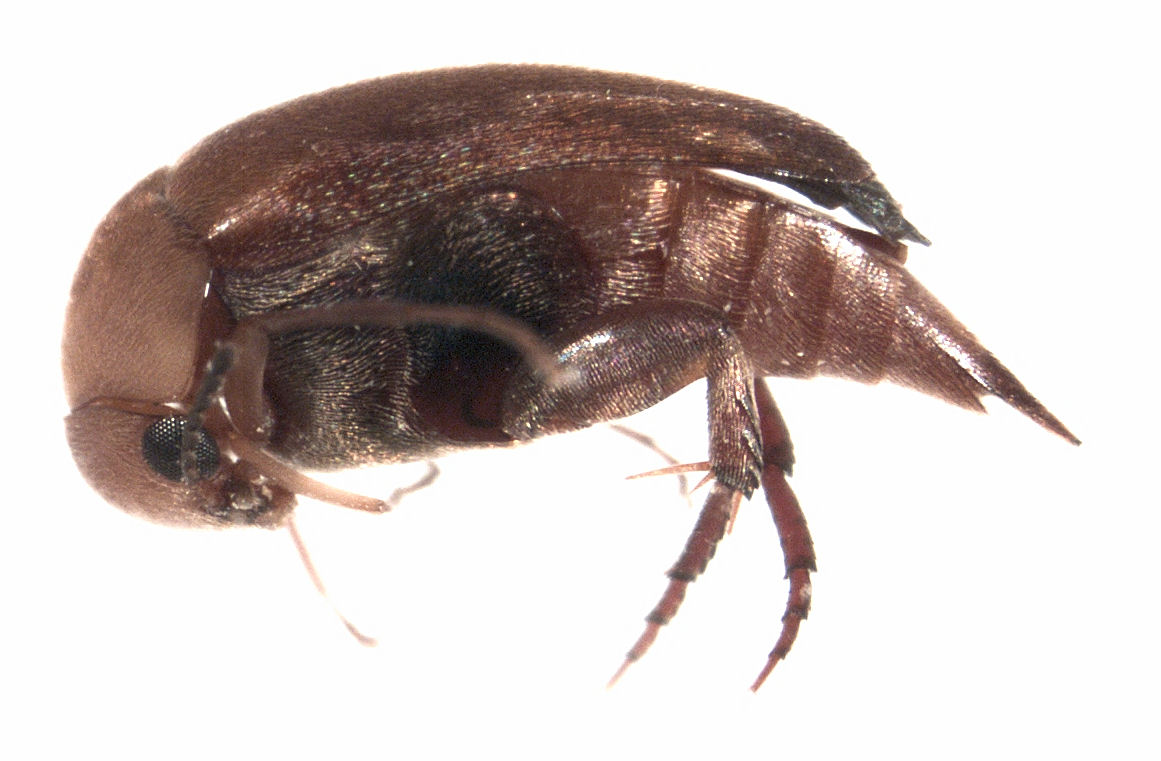
Podobny pokrojem ciała przedstawiciel współczesnych schylikowatych Tolidopalpus nitidicoma.

Chrząszcze te osiągały od 1,65 do 2,6 mm długości ciała. Kształt ciała był klinowaty, u okazów w bursztynie w widoku bocznym C-kształtnie podgięty; jego powierzchnię porastały krótkie szczecinki. Pokrojem ciała i budową tylnych nóg przywodzą na myśl schylikowate, ale szczegóły budowy wyróżniają je od innych rodzin czarnuchów.
Głowa była hipognatyczna, duża, silnie spadzista, mniej więcej tak szeroka jak przedtułów, w widoku od przodu okrągława lub trójkątna. Krótkie, nitkowate lub piłkowane czułki zbudowane były z 11 członów i sięgały co najwyżej do połowy długości ciała. Na bokach głowy leżały duże, owalne, całobrzegie oczy złożone o drobnych fasetkach. Aparat gębowy zaopatrzony był w czteroczłonowe głaszczki szczękowe o członie ostatnim nieco rozszerzonym.
Przedplecze było w zarysie nieregularne, z tyłu najszersze, tak szerokie jak nasada pokryw, ku przodowi zaś zwężone. Przedpiersie było krótkie. Powierzchnia całobrzegich, ku tyłowi zwężonych pokryw była pomarszczona i punktowana. Bardzo duże rozmiary osiągało zapiersie. Odnóża były dobrze rozwinięte. Tylna ich para była silna i wydłużona, zaopatrzona w zesklerotyzowane kolce na bokach goleni i przynajmniej na pierwszym członie stóp. Tak jak u innych czarnuchów liczba członów stóp wynosiła cztery w przypadku tylnej pary odnóży i pięć w przypadku par pozostałych. Pazurki były niewielkich rozmiarów i pozbawione modyfikacji.
Odwłok wyróżniał się uwstecznionym pygidium i obecnością zesklerotyzowanych kolców na tylnych krawędziach sternitów od pierwszego do czwartego. Łącznie widocznych było na spodzie odwłoka pięć sternitów (wentrytów).

## Paleoekologia
Na podstawie cech budowy przypuszcza się, że Apotomouridae żerowały na pyłku kwiatowym (melitofagia), podobnie jak ich współcześni krewniacy z rodzin schylikowatych i wachlarzykowatych.